# Puplinge Classique
 (août 2023).
Le Festival Puplinge Classique est un festival de musique classique créé en 2010, qui a lieu chaque été dans la commune suisse de Puplinge.

## Histoire
Le pianiste François-Xavier Poizat a l’idée de créer un festival dans la commune où il a grandi. Il est rejoint par le clarinettiste Damien Bachmann et ils créent l’Association Puplinge Classique. Le premier concert, le 18 juillet 2010, les réunit avec la violoncelliste Nadège Rochat.
En 2011, ils renouvellent l’expérience. Le concert d’ouverture de cette édition, le duo de pianistes Louis Schwizgebel et François-Xavier Poizat, réunit 400 personnes.
En 2014, le Festival fête ses cinq ans d’existence au Victoria Hall, avec un concert de gala à quatre pianos et orchestre.
Le Festival se diversifie de plus en plus, aujourd’hui il propose chaque été 12 concerts de musique classique, en passant par la musique baroque, le jazz, le tango, ou encore les rythmes folkloriques arméniens.
En 2019, le Festival fête ses dix ans d'existence au Victoria Hall, réunissant l'Orchestre de Chambre de Genève et 17 solistes dans un programme autour de trois Triple Concertos (Beethoven, Daniel Schnyder et le concerto pour clarinette d'Artie Shaw). La soirée est présentée par l'écrivain et animateur Olivier Bellamy.

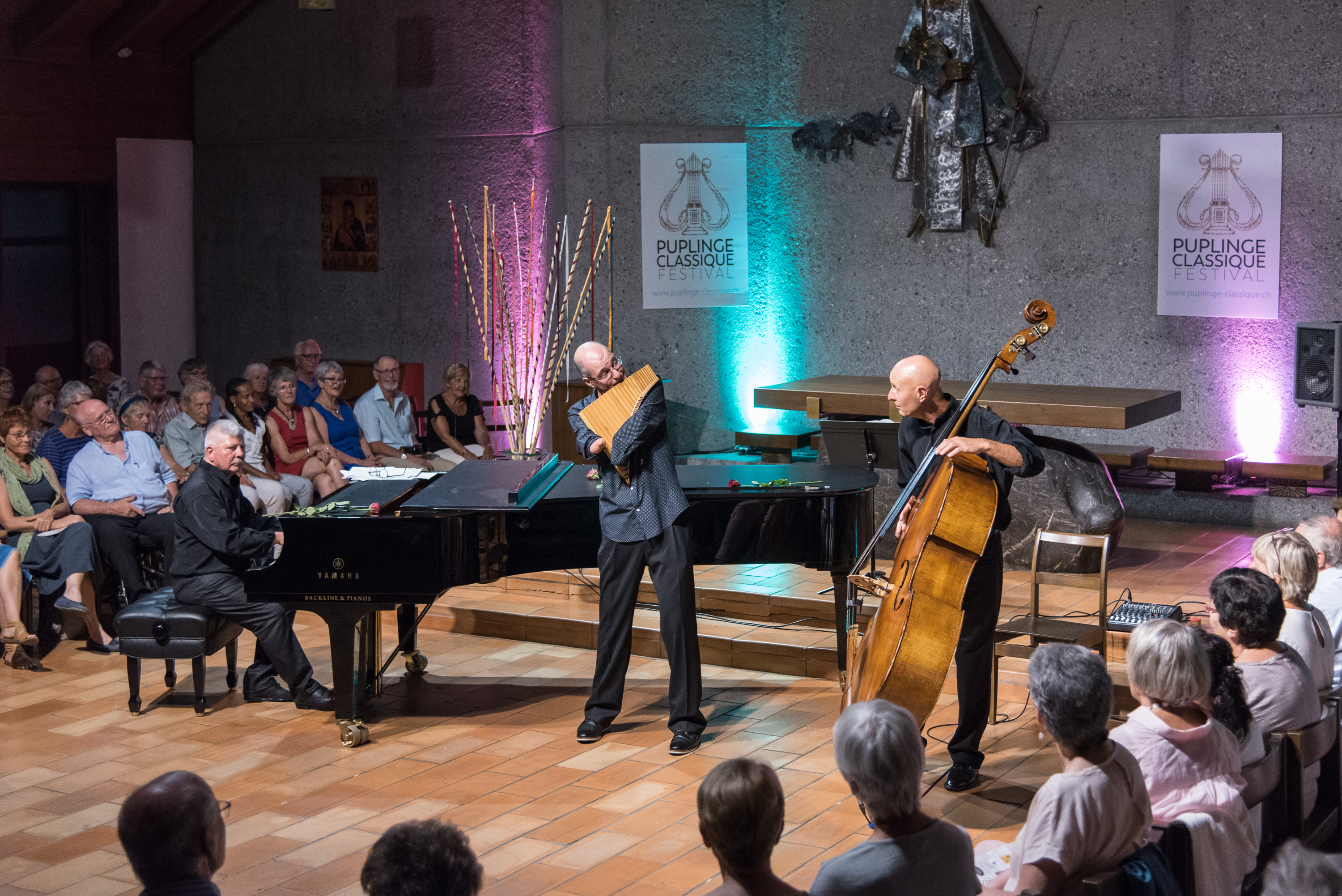
Le Trio Tirabosco en concert le 17 juillet 2018